# MSI Wind PC
El MSI Wind PC és un ordinador tipus netbook dissenyat i fabricat per Micro-Star International (MSI) i presentat al CeBIT del 2008.
Es tracta del primer ordinador d'aquestes característiques que fabrica, i s'enclava en el segment dels ordinadors subnotebook econòmics (com el ASUS Eee PC) i destaca per oferir-lo amb pantalla de 10" i retroil·luminació posterior mitjançant la tecnologia LED, processador Intel Atom, disc dur de 80 Gb (en comptes d'un disc SSD).
El nom de Wind significa "Wi-Fi Network Device" (aparell per xarxes sense fils).

## Especificacions
|                    | Versió amb Linux                                                                              | Versió amb Windows                                                                            |
| ------------------ | --------------------------------------------------------------------------------------------- | --------------------------------------------------------------------------------------------- |
| Sistema operatiu   | Linux Novell (SUSE)                                                                           | Microsoft Windows XP Home Edition                                                             |
| Xipset             | Intel 945GMS, ICH7-M                                                                          | Intel 945GMS, ICH7-M                                                                          |
| Pantalla           | 10"W (1024*600) LED                                                                           | 10"W (1024*600) LED                                                                           |
| Gràfics            | UMA                                                                                           | UMA                                                                                           |
| Memòria*           | 512MB DDR2/667MHz                                                                             | 1GB DDR2/667MHz                                                                               |
| Disc dur           | 80G / 2.5"SATA                                                                                | 80G / 2.5"SATA                                                                                |
| Bateria            | 3-cell, 2200 mAh amb una duració de 2,5 Hores o 6-cell, 5200 mAh amb una duració de 5,5 Hores | 3-cell, 2200 mAh amb una duració de 2,5 Hores o 6-cell, 5200 mAh amb una duració de 5,5 Hores |
| Xarxa sense fils   | 802.11 b/g                                                                                    | 802.11 b/g                                                                                    |
| Bluetooth          | No                                                                                            | Si                                                                                            |
| Webcam             | 1.3 Megapixel                                                                                 | 1.3 Megapixel                                                                                 |
| Mides              | 260 x 180 x 19-31.5mm (10.23" x 7.08" x 0.748"/1.24")                                         | 260 x 180 x 19-31.5mm (10.23" x 7.08" x 0.748"/1.24")                                         |
| Pes                | 1,04 kg (2.3 lbs) model de bateria de 3-cell, 1,18 kg (2.6 lbs) model amb bateria de 6-cell   | 1,04 kg (2.3 lbs) model de bateria de 3-cell, 1,18 kg (2.6 lbs) model amb bateria de 6-cell   |
| Preu de llançament | $399/299 €                                                                                    | 3Cell:$479, 6Cell:$499/399 €                                                                  |

- Màxim 2 GB